# Ellipotaenia sciomyzaeformis
Ellipotaenia sciomyzaeformis är en tvåvingeart som beskrevs av Becker 1907. Ellipotaenia sciomyzaeformis ingår i släktet Ellipotaenia och familjen kärrflugor.
Artens utbredningsområde är Tibet. Inga underarter finns listade i Catalogue of Life.